# Winthemia polita
Winthemia polita är en tvåvingeart som beskrevs av Henry Jonathan Reinhard 1931. Winthemia polita ingår i släktet Winthemia och familjen parasitflugor. Inga underarter finns listade i Catalogue of Life.